# Ivan Osiier
Ivan Joseph Martin Osiier (Koppenhága, 1888. december 16. – Koppenhága, 1965. szeptember 23.) olimpiai ezüstérmes dán vívó. Felesége Ellen Osiier (1890–1962) olimpiai bajnok (1924) tőrvívónő.

## Sportpályafutása
Mindhárom fegyvernemben többszörös dán bajnok volt, azonban nemzetközileg is jelentős eredményt csak párbajtőrvívásban ért el. 1908 és 1948 között 7 olimpián vett részt.